# Добруджанско знаме (1927 – 1932)
"Добруджанско знаме" е печатен орган на антифашистката организация Съюз на добруджанските младежки културно-просветни групи, излизал два пъти месечно в София от печатниците Радикал и Съгласие.
| Годишнина | Броеве           | Дата                               |
| --------- | ---------------- | ---------------------------------- |
| I         | 1 — 19           | 6 август 1927 – 6 август 1928      |
| II        | 20 — 32          | 26 август 1928 — 11 август 1929    |
| III       | 1(33) — 2(34),35 | 25 декември 1929 — 10 август 1930  |
| IV        | 36 — 55          | 24 август 1930 — 15 септември 1931 |
| V         | 56 — 63          | 19 октомври 1931 — 23 април 1932   |

Редактира се от Хр. Собаджиев, Ив. Георгиев, П. Тютюнджиев, Д. Ганев, К. Петров, Т. Рафаилов, Г. Ковачев, Д. Мирчев, Ф. Томов, Ст.
Конаклнев и Ц. Попов. Вестникът има за свои задачи:
| „ | Да стане централно звено, около което ще се простре безкрайната фаланга на прокудената младеж, да издигне високо съзнанието и да посочи правилните пътища за националната ни свобода. | “ |

На позиции против империалистическите войни. Преследван е от правителствата на Демократическия сговор и на Народния блок.